# Krępa (Ostrów Wielkopolski)
Krępa (niem. Krempa) – dzielnica Ostrowa Wielkopolskiego umiejscowiona we wschodniej jego części, w pobliżu cieków Ołobok i Krępianka. Także nazwa ostrowskiego osiedla administracyjnego (Osiedle III Krępa).

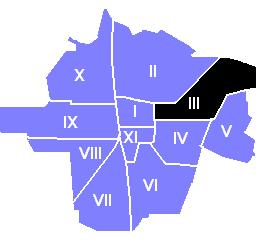
Osiedle administracyjne III - Krępa

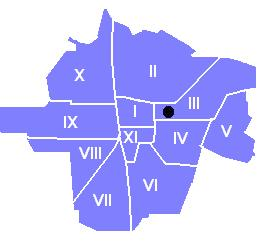
Lokalizacja najstarszej części Krępy

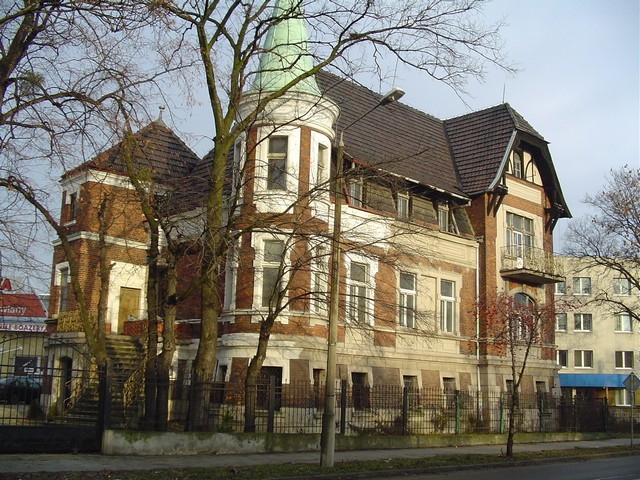
Willa dawnych właścicieli Fabryki Maszyn Młyńskich

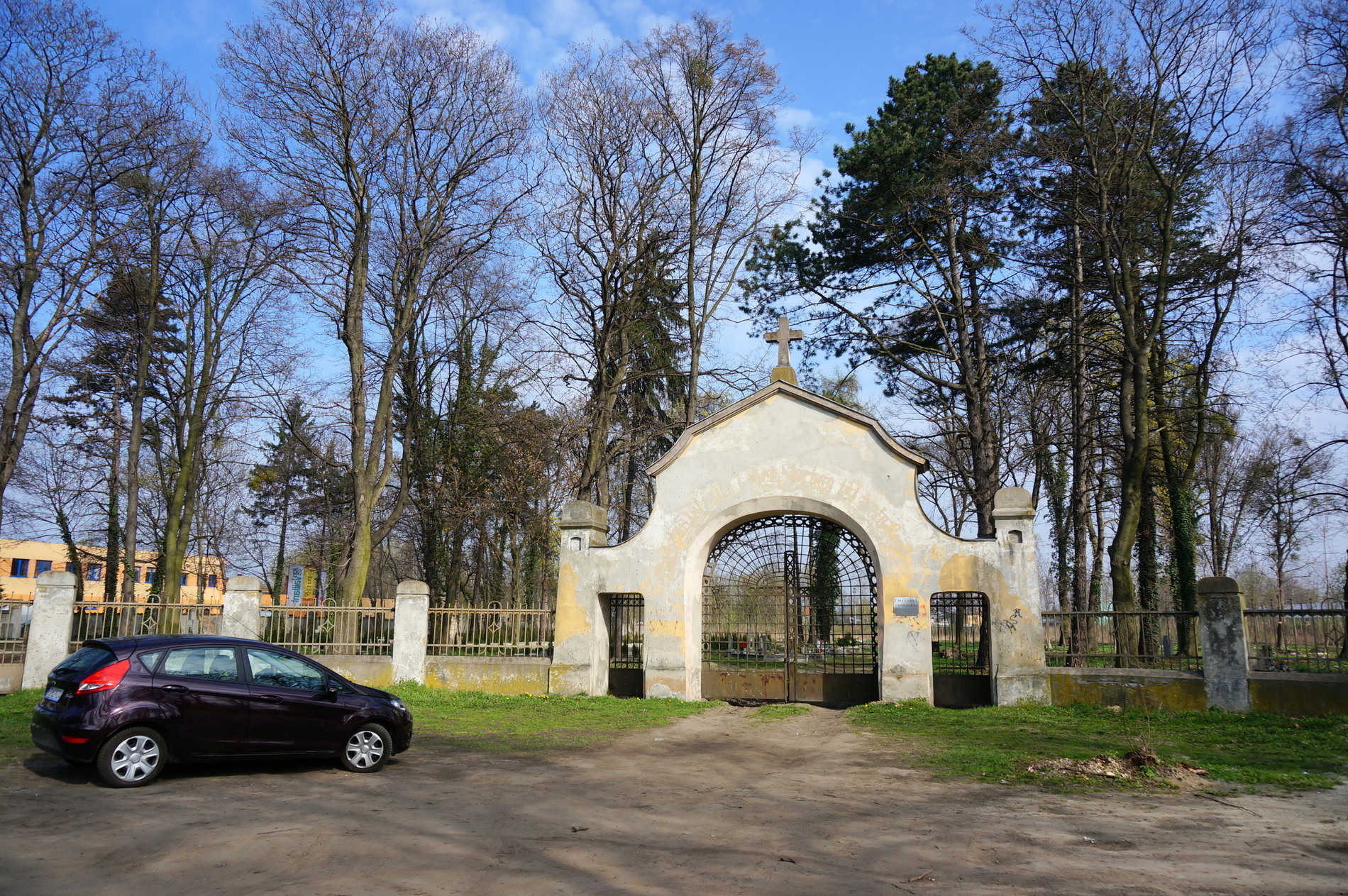
Cmentarz ewangelicki

## Historia
Początkowo wieś rycerska – pierwsze wzmianki o osadzie pochodzą z roku 1403. Przez lata chłopi z Krępy cieszyli się poważaniem nie tylko wśród mieszkańców okolicy, ale i wśród mieszczan z Ostrowa. Krępianie pełnili obowiązki honorowych żałobników zacniejszych mieszkańców XIX-wiecznego Ostrowa. Od początków XIX wieku na Krępie znajdowało się założenie dworskie, siedziba administratora klucza krępskiego (hrabstwo Przygodzice), później z pałacem, małym browarem, młynem, sadem i stawami rybnymi.Gmina wiejska Krępa liczyła przed I wojną światową 62 domów i 781 mieszkańców (w tym 85 ewangelików), a dominium 5 domów i 92 mieszkańców.Folwark istniał jeszcze w latach międzywojennych. W jego pobliżu założona została w 1928 pierwsze w odrodzonej Polsce stacja hodowli jedwabników. Wieś została włączona do Ostrowa w roku 1934. Echem dawnej Krępy jest ulica profesora Kaliny, dawniej Starowiejska.

## Osiedla
Obecnie Krępa dzieli się administracyjnie na dwa osiedla.
- III Krępa

Najstarsza, historyczna część Krępy. Miejsce urodzenia Antoniego Kaliny. Fabryka maszyn dla przemysłu spożywczego SPOMAX (tradycje sięgające końca XIX wieku). Wraz z częścią os. Jana Pawła II tworzy duży kompleks zabudowy jednorodzinnej.
- IV im. Jana Pawła II

(d. Spółdzielcze, Wschód, Manifestu Lipcowego). Duże osiedle bloków wielorodzinnych, uzupełnione o nową zabudowę willową, niską, która wraz z osiedlem Krępa tworzy duży kompleks zabudowy jednorodzinnej. Obejmuje także Osiedle Robotnicze z lat II wojny światowej.

## Zabytki
- III Krępa
  - Zameczek, dwukondygnacyjny budynek z szachulcem (ul. Grabowska 93), z pocz. XX w., pełniący obecnie funkcje handlowe, w 1928 r. odbył się tu wiec ludowców z udziałem Wincentego Witosa.
  - klasycyzujące wille z lat międzywojennych
  - Osiedle Robotnicze, wybudowane w latach II wojny światowej przez więźniów ostrowskiego obozu pracy
  - funkcjonalistyczne wille z lat międzywojennych w tzw. Dzielnicy Adwokackiej (obecnie ul. Józefa Piłsudskiego)
  - ulica profesora Kaliny
    - dawna zabudowa wiejska, okołodworska, z przełomu XIX i XX wieku, położona przy ulicy Klasztornej
    - wille z lat międzywojennych
    - dom Antoniego Kaliny z końca XIX wieku

  - eklektyczna willa Chrzanowskiego z pocz. XX w., miejsce zamieszkania kolejnych właścicieli Fabryki Maszyn Młyńskich (ob. Spomax)
  - obszary ochrony archeologicznej
- IV im. Jana Pawła II

## Parki i lasy
- III Krępa
  - Las Bagatela
- IV im. Jana Pawła II
  - Park Sześćsetlecia Ostrowa, planowany (realizacja na etapie scalania gruntów)
  - Kozi Borek

## Szlaki turystyczne
Przez Krępę prowadzi szlak turystyczny:
- rowerowy - Transwielkopolska Trasa Rowerowa, odcinek południowy: Poznań - Ostrów - Siemianice

## Znani krępianie
- Józef Jurek, działacz społeczny, polityk ruchu ludowego
- Antoni Kalina, etnograf, ludoznawca, slawista, profesor i rektor Uniwersytetu Lwowskiego, radny Lwowa
- Idzi Matyśkiewicz, działacz społeczny, polityk ruchu ludowego
- Wojciech Sikora, działacz społeczny, polityk ruchu ludowego
- Antoni Śmigiel, pilot
- Zofia Nowicka, działacz społeczny, wybitny altowiolista[potrzebny przypis]

## Stowarzyszenia Krępy
- Osiedlowe Stowarzyszenie "Krępianie"

## Komunikacja
Linie autobusowe kursujące na Krępie: 2, 5, 5B, 6, 11, 18, 20, 21, 23, 25, 27, B, C, M, M-E